# Regio cervicalis anterior

Regio cervicalis anterior

Die Regio cervicalis anterior (lat. ‚vordere Halsregion‘) oder mittleres Halsdreieck ist eine der Regionen des Halses. Die unpaare Region liegt mittig an der Vorderseite des Halses und wird zur Seite hin beidseits durch den Musculus sternocleidomastoideus begrenzt. Die obere Grenze bilden das Kinn und der Unterrand des Unterkieferkörpers, die untere Grenze der Handgriff des Brustbeins (Manubrium sterni) und die Drosselgrube. 
Die vordere Halsregion wird weiter unterteilt in:
- das unpaare Kinndreieck (Trigonum submentale) sowie das jeweils paarige
- Unterkieferdreieck (Trigonum submandibulare),
- Karotisdreieck (Trigonum caroticum) und
- Muskeldreieck (Trigonum musculare).